# Yaya Banana
Yaya Banana (* 29. Juli 1991 in Maroua) ist ein kamerunischer Fußballspieler. Er spielt vorwiegend auf der Position des Innenverteidigers.

## Karriere

### Verein
Im Juni 2009 unterschrieb Banana beim tunesischen Verein Espérance Tunis, wo er seine professionelle Spielerkarriere begann. Mit den Tunesiern konnte er zweimal die nationale Meisterschaft und 2011 die CAF Champions League gewinnen.
Er unterschrieb am 17. Januar 2012 einen Vertrag beim FC Sochaux in die Ligue 1. In der Saison 2013/14 spielte er auf Leihbasis in der Schweizer Super League für den FC Lausanne-Sport.
Am 30. Juli 2014 unterzeichnete er einen Vertrag in der griechischen Super League bei AO Platanias für eine nicht genannte Ablöse. Er wurde hier sofort zu einem Führungsspieler und festem Bestandteil der Defensive.
Am 23. Juni 2017, nach dem Ende seines Vertrages mit Platanias, wechselte er zu Panionios Athen und verblieb damit in der Super League.
Im Sommer-Transferfenster 2018 wechselte er zu Olympiakos. Am 17. August 2018, zwei Wochen vor Schließung des Transferfensters, kehrte er, im Rahmen eines Leihgeschäftes, direkt für eine Saison zu Panionios zurück. Am Ende der Saison war er vertragslos; erst im Oktober 2020 fand der mit Shabab al-Ordon in Jordanien einen neuen Arbeitgeber. Seit Anfang Februar 2022 spielt er für Bengaluru FC in Indien.

### Nationalmannschaft
Er nahm mit der U20-Auswahl seines Landes an der Weltmeisterschaft 2009 und der Weltmeisterschaft 2011 teil.
Yaya gab sein Debüt für die A-Nationalmannschaft von Kamerun im März 2015 bei einem Freundschaftsspiel gegen Thailand. Er erzielte sein erstes Tor am 11. November 2017 gegen Sambia. Bis 2019 kam er auf vierzehn Einsätze, bei denen ihm zwei Tore gelangen.

## Erfolge
- 2010, 2011: Tunesischer Meister
- 2011: CAF Champions League (ohne Einsatz)